# Nikita Glazkov
Nikita Jur'evič Glazkov (in russo Никита Юрьевич Глазков?; Mosca, 16 aprile 1992) è uno schermidore russo, specializzato nella spada.

## Palmarès

### Risultati élite
In carriera ha ottenuto i seguenti risultati:
Giochi olimpici
Individuale
A squadre
- Argento nella spada a Tokyo 2020

Mondiali
Individuale
A squadre
- Bronzo nella spada a Lipsia 2017
- Bronzo nella spada a Wuxi 2018

Europei
Individuale
A squadre
- Oro nella spada a Tbilisi 2017
- Oro nella spada a Novi Sad 2018
- Oro nella spada a Düsseldorf 2019